# Primera División de Costa Rica 1999/2000
Die Saison 1999/00 war die 81. Auflage der Primera División de Costa Rica, der höchsten costa-ricanischen Fußballliga. Die Meisterschaft wurde im Apertura-Clausura-Modus gespielt. Alajuelense gewann den 20. Meistertitel in der Vereinsgeschichte.

## Austragungsmodus
- Die Gewinner der Apertura und der Clausura wurden jeweils in einer Einfachrunde (Hin- und Rückspiele) im Modus Jeder gegen Jeden ermittelt.
- Anschließend spielten die Gewinner von Apertura und Clausura den Meister aus.
- Die Letztplatzierten von Apertura und Clausura spielten den Absteiger aus.

## Endstand

### Apertura
| Pl.             | Verein                     | Sp. | S  | U | N  | Tore  | Diff. | Punkte |
| --------------- | -------------------------- | --- | -- | - | -- | ----- | ----- | ------ |
| 01              | LD Alajuelense             | 22  | 17 | 1 | 4  | 52:17 | 35    | 52     |
| 02              | CD Saprissa (M)            | 22  | 15 | 4 | 3  | 36:19 | 17    | 49     |
| 03              | AD Municipal Puntarenas    | 22  | 10 | 5 | 7  | 22:18 | 4     | 35     |
| 04              | CS Cartaginés              | 22  | 9  | 7 | 6  | 32:29 | 3     | 34     |
| 05              | CS Herediano               | 22  | 9  | 5 | 8  | 33:32 | 1     | 32     |
| 06              | AD Santos de Guápiles (N)  | 22  | 8  | 8 | 6  | 27:28 | −1    | 32     |
| 07              | AD Carmelita               | 22  | 8  | 5 | 9  | 35:31 | 4     | 29     |
| 08              | AD Goicoechea              | 22  | 7  | 4 | 11 | 29:39 | −10   | 25     |
| 09              | AD San Carlos              | 22  | 6  | 5 | 11 | 26:35 | −9    | 23     |
| 10              | AD Santa Bárbara           | 22  | 6  | 3 | 13 | 26:38 | −12   | 21     |
| 11              | AD Municipal Pérez Zeledón | 22  | 4  | 7 | 11 | 26:43 | −17   | 19     |
| 12              | AD Limonense               | 22  | 4  | 4 | 14 | 29:44 | −15   | 16     |
| Stand: Endstand |                            |     |    |   |    |       |       |        |

### Clausura
| Pl.             | Verein                     | Sp. | S  | U  | N  | Tore  | Diff. | Punkte |
| --------------- | -------------------------- | --- | -- | -- | -- | ----- | ----- | ------ |
| 01              | LD Alajuelense             | 22  | 15 | 5  | 2  | 54:24 | 30    | 50     |
| 02              | CD Saprissa (M)            | 22  | 14 | 3  | 5  | 50:25 | 25    | 45     |
| 03              | AD Santos de Guápiles (N)  | 22  | 10 | 4  | 8  | 42:32 | 10    | 34     |
| 04              | CS Herediano               | 22  | 9  | 5  | 8  | 38:45 | −7    | 32     |
| 05              | CS Cartaginés              | 22  | 6  | 10 | 6  | 34:38 | −4    | 28     |
| 06              | AD Carmelita               | 22  | 6  | 9  | 7  | 24:27 | −3    | 27     |
| 07              | AD San Carlos              | 22  | 7  | 5  | 10 | 24:31 | −7    | 26     |
| 08              | AD Municipal Pérez Zeledón | 22  | 6  | 7  | 9  | 30:37 | −7    | 25     |
| 09              | AD Limonense               | 22  | 6  | 6  | 10 | 37:47 | −10   | 24     |
| 10              | AD Municipal Puntarenas    | 22  | 7  | 3  | 12 | 23:41 | −18   | 24     |
| 11              | AD Santa Bárbara           | 22  | 5  | 8  | 9  | 37:39 | −2    | 23     |
| 12              | AD Goicoechea              | 22  | 5  | 7  | 10 | 25:32 | −7    | 22     |
| Stand: Endstand |                            |     |    |    |    |       |       |        |

### Meisterschaftsfinale
| Sieger Apertura | Gesamt | Sieger Clausura | Hinspiel | Rückspiel |
| --------------- | ------ | --------------- | -------- | --------- |
| LD Alajuelense  | *      | LD Alajuelense  |          |           |

| * | kein Spiel, da Alajuelense beide Runden gewonnen hat |

### Playdown
| Letzter Apertura | Gesamt | Letzter Clausura | Spiel 1         | Spiel 2 | Spiel 3 |
| ---------------- | ------ | ---------------- | --------------- | ------- | ------- |
| AD Limonense     |        | AD Goicoechea    | 1:1 (4:2 i. E.) | 2:3     | 2:0     |